# Hunteria ghanensis
Hunteria ghanensis là một loài thực vật có hoa trong họ La bố ma. Loài này được J.B.Hall & Leeuwenb. mô tả khoa học đầu tiên năm 1979.